# Chelonus secundus
Chelonus secundus är en stekelart som först beskrevs av Henry Lorenz Viereck 1926.  Chelonus secundus ingår i släktet Chelonus och familjen bracksteklar. Inga underarter finns listade i Catalogue of Life.